# Anna Vidovenyecz
Anna Vidovenyecz (* 15. Dezember 1996 in Gyula) ist eine ungarische Fußballspielerin, die unter anderem für den VfL Sindelfingen in der Bundesliga spielte.

## Karriere

### Verein
Vidovenyecz startete ihre Karriere in der Jugend des MTK Budapest, wo sie 2011 in die Seniorenmannschaft aufrückte. Im Sommer 2012 verließ sie ihren Heimatverein und wechselte nach Deutschland zum VfL Sindelfingen. In Sindelfingen gab sie am 3. Oktober 2013 ihre Bundesliga-Debüt für den VfL Sindelfingen, bei der 8:1-Niederlage gegen den VfL Wolfsburg.

### Nationalmannschaft
Am 21. September 2013 gab sie ihr Länderspieldebüt für die ungarische U-19-Fußballnationalmannschaft gegen die U-19 von Montenegro.